# ロバート・ハンブリー・ブラウン

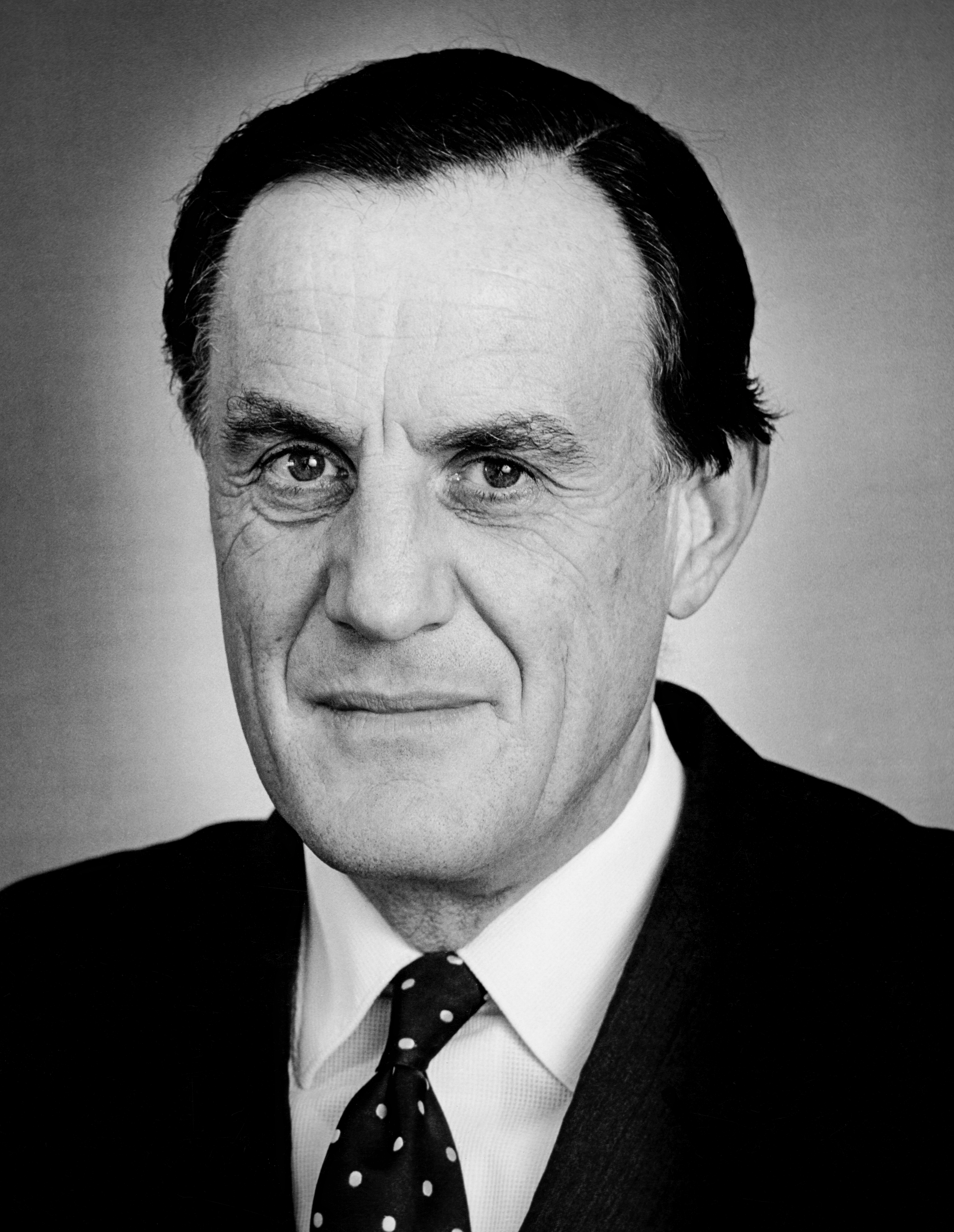
ロバート・ハンブリー・ブラウン

ロバート・ハンブリー・ブラウン（Robert Hanbury Brown 、1916年8月31日 - 2002年1月16日）はイギリスの天文学者である。強度干渉計を使った恒星視直径の測定を行った。

## 経歴
イギリス領インド帝国のアルバンカドゥに生まれた。ロンドン大学などで学んだ。1936年から空軍省で働きレーダーの開発に従事した。1942年から3年間海軍研究所で共同研究グループで働いた。戦後は供給省で働いた。
1949年から1964年までマンチェスター大学の物理学の教授を務め、創成期の電波天文学の装置を開発した。チェシャーのジョドレル・バンク天文台でリチャード・Q・トゥイスと強度干渉計（intensity interferometer）を開発した。強度干渉計は２台の望遠鏡で観測された光のゆらぎの相関が望遠鏡の間の距離と天体の視直径の関数となることを利用して恒星の視直径を測定するもので、1954年に電波望遠鏡で、1956年に光学望遠鏡で恒星視直径の測定に成功した。それらの装置を使ってシリウスの視直径の測定を初めて行った。1964年から1981年までオーストラリアのシドニー大学で働き、ナラブリ天体強度干渉計を建設し、南半球の星の視直径の測定を行った。1960年王立協会フェロー選出。

## 受賞歴
- エディントン・メダル（1968年）
- ヒューズ・メダル（1971年）

Category:オーストラリア科学院フェロー